# Heliothis nubigera
Heliothis nubigera, auch  Südliche Blüteneule genannt, ist ein Schmetterling (Nachtfalter) aus der Familie der Eulenfalter (Noctuidae).

## Merkmale

### Falter
Die Flügelspannweite der Falter beträgt 30 bis 41 Millimeter. Die Grundfarbe der Vorderflügel variiert von weißlich beige bis zu gelblichen oder bräunlichen Tönungen  Die Zeichnung ist meist undeutlich. Lediglich die bräunlichen Nierenmakel heben sich etwas hervor. Sie verlaufen bis in den Costalschatten hinein. Die Ringmakel ist grau gefüllt. Zapfenmakel sind kurz und nur schwach zu erkennen. Quer- und Wellenlinien verlaufen unscharf. Gelegentlich ist die Postdiskalregion verdunkelt. Auf den gelbgrauen Hinterflügeln sind ein schwarzer Mittelfleck sowie ein breites dunkles Saumband mit hellen Fransen erkennbar.

### Raupe
Die Raupen sind rotbraun gefärbt, zeigen eine dunkle Rückenlinie sowie schwarz-weiß gefleckte Nebenrückenlinien und undeutliche Seitenstreifen.

### Ähnliche Arten
- Heliothis peltigera zeigt eine markantere Zeichnung und dunklere Hinterflügel. Die deutlichen Nierenmakel sind mit dem Vorderrand verbunden.
- Die Baumwoll-Kapseleule (Helicoverpa armigera) ist heller und kontrastärmer gefärbt.

## Verbreitung und Lebensraum
Heliothis nubigera hat eine paläosubtropische Verbreitung. Sie ist ein gelegentlicher Zuwanderer über die Alpen Richtung Norden und fliegt bis nach Großbritannien. Die wärmeliebende Art kommt hauptsächlich an warmen Hängen, auf heißen Ödländereien und in Gärten vor.

## Lebensweise
Die aus dem Süden zugewanderten Falter können sich nördlich der Alpen nicht fortpflanzen, da sie den Winter in Mitteleuropa nicht überstehen. In Südeuropa sind die Falter in mehreren Generationen von April bis November anzutreffen. Die Raupen ernähren sich polyphag von verschiedenen Pflanzen. Dazu gehören Jochblatt- (Zygophyllum), Kugeldistel- (Echinops) und Heckenkirschenarten (Lonicera). Die Art überwintert als Puppe.

## Gefährdung
Heliothis nubigera fliegt sehr selten nach Deutschland als Wanderfalter ein und wurde nur in wenigen Bundesländern nachgewiesen. Ältere Meldungen aus Baden-Württemberg erwiesen sich als Fehlbestimmungen.